# 羅斤
羅 斤（ら きん、生没年不詳）は、北魏の軍人。本貫は代郡。

## 経歴
羅結の子として生まれた。明元帝のとき、侍御中散となった。後に太武帝に従って夏の赫連昌を討ち、奮戦して功績を上げた。散騎常侍・侍中・四部尚書に任じられ、平西将軍の位を加えられた。北涼の平定にあたって、攻城野戦に活躍をみせ、功績により帯方公の爵位を受け、長安鎮都大将に任じられた。北魏が柔然の侵攻を受けると、羅斤は召還されて、柔玄鎮都大将に任じられた。後に王俊とともに柔然に対する使者をつとめ、可汗の娘を北魏の後宮に迎えた。平西将軍のまま開府の位を受け、再び長安鎮都大将となった。死去すると、平西将軍・雍州刺史の位を追贈された。諡は静といった。金陵に陪葬された。

## 子女
- 羅敦（帯方公、太子洗馬、散騎常侍・庫部尚書）
- 羅抜（殿中尚書、済南王、征西将軍・吏部尚書、趙郡王、趙郡公）

## 伝記資料
- 『魏書』巻44 列伝第32
- 『北史』巻20 列伝第8